# オースティン・ブライス
オースティン・ロバート・ブライス（Austin Robert Brice, 1992年6月19日 - ）は、香港出身のアメリカ合衆国の元プロ野球選手（投手）。右投右打。

## 経歴

### プロ入り前
建設業界で働く父親が赴任していた香港で生まれ、アメリカ合衆国ノースカロライナ州で育った。

### プロ入りとマーリンズ時代
2010年のMLBドラフト9巡目（全体287位）でフロリダ・マーリンズから指名され、プロ入り。契約後、傘下のルーキー級ガルフ・コーストリーグ・マーリンズでプロデビュー。6試合に登板して0勝1敗、防御率4.32、8奪三振を記録した。
2011年もルーキー級ガルフ・コーストリーグ・マーリンズでプレーし、11試合（先発9試合）に登板して6勝0敗、防御率2.96、55奪三振を記録した。
2012年はA級グリーンズボロ・グラスホッパーズでプレーし、25試合（先発19試合）に登板して8勝6敗3セーブ、防御率4.35、122奪三振を記録した。
2013年もA級グリーンズボロでプレーし、26試合（先発23試合）に登板して8勝11敗、防御率5.73、111奪三振を記録した。
2014年はA+級ジュピター・ハンマーヘッズでプレーし、25試合（先発24試合）に登板して8勝9敗、防御率3.60、109奪三振を記録した。
2015年はAA級ジャクソンビル・サンズでプレーし、25試合に先発登板して6勝9敗、防御率4.67、127奪三振を記録した。オフにはアリゾナ・フォールリーグに参加し、メサ・ソーラーソックスに所属した。11月20日にはルール・ファイブ・ドラフトでの流出を防ぐために40人枠入りした。
2016年、マイナーではAA級ジャクソンビルとAAA級ニューオーリンズ・ゼファーズでプレーし、8月12日にメジャー初昇格を果たした。同日のシカゴ・ホワイトソックス戦でメジャーデビュー。この年メジャーでは15試合に登板して0勝1敗、防御率7.07、14奪三振を記録した。

### レッズ時代
2017年1月19日にダン・ストレイリーとのトレードで、ルイス・カスティーヨ、アイザイア・ホワイトと共にシンシナティ・レッズへ移籍した。この年は22試合に登板して防御率4.96、26奪三振を記録した。
2018年は33試合に登板して2勝3敗、防御率5.79、32奪三振を記録した。

### マーリンズ復帰
2018年11月2日にウェイバー公示を経てロサンゼルス・エンゼルスへ移籍した。だがこの後、2019年1月4日にボルチモア・オリオールズ、2月4日にマイアミ・マーリンズへといずれもDFAの後にウェイバー公示を経て目まぐるしく移籍を繰り返した。
2019年は36試合に登板して1勝0敗、防御率3.43、46奪三振を記録した。
2020年1月7日にコーリー・ディッカーソンの加入に伴ってDFAとなった。

### レッドソックス時代
2020年1月10日にウェイバー公示を経てボストン・レッドソックスへ移籍した。この年は21試合（先発1試合）に登板して1勝0敗、防御率5.95、25奪三振を記録した。
2021年は開幕から中継ぎとして12試合に登板していたが、5月21日にDFAとなり、25日にマイナー契約で傘下のAAA級ウースター・レッドソックスへ配属された。7月10日に再びメジャー契約を結んでアクティブ・ロースター入りしたが、1試合登板後の7月16日に再びDFAとなり、翌17日にマイナー契約でAAA級ウースターへ配属された。10月15日にFAとなった。

### パイレーツ時代
2022年3月16日にピッツバーグ・パイレーツとマイナー契約を結んだ。メジャーでは6月と8月に2試合ずつ登板した。オフの10月6日にFAとなった。

### ダイヤモンドバックス傘下時代
2022年12月1日にアリゾナ・ダイヤモンドバックスとマイナー契約を結んだ。
2023年はAAA級リノ・エーシズで開幕を迎えたが、5試合に登板して防御率24.00という結果に終わり、4月17日に自由契約となった。

### ツインズ傘下時代
2023年5月20日にミネソタ・ツインズとマイナー契約を結んだ。AAA級セントポール・セインツで32試合に登板し、3勝1敗、防御率5.54を記録した。オフの11月6日にFAとなった。

### フィリーズ傘下時代
2024年2月18日にフィラデルフィア・フィリーズとマイナー契約を結んだ。AAA級リーハイバレー・アイアンピッグスで2試合に登板したが、0勝1敗、防御率7.71と結果を残せず、4月7日に自由契約となった。

### ツインズ傘下時代
2024年5月9日にミネソタ・ツインズとマイナー契約を結んだ。AA級ウィチタ・ウィンドサージで7試合に登板して防御率1.08と結果を残し、AAA級セントポール・セインツに昇格したが、8試合に登板して防御率35.31と全く通用せず、7月15日に現役引退を発表した。

## 投球スタイル
フォーシームは高回転で空振り率も優秀である。

## 詳細情報

### 年度別投手成績
| 年 度    | 球 団    | 登 板 | 先 発 | 完 投 | 完 封 | 無 四 球 | 勝 利 | 敗 戦 | セ 丨 ブ | ホ 丨 ル ド | 勝 率 | 打 者 | 投 球 回 | 被 安 打 | 被 本 塁 打 | 与 四 球 | 敬 遠 | 与 死 球 | 奪 三 振 | 暴 投 | ボ 丨 ク | 失 点 | 自 責 点 | 防 御 率 | W H I P |
| -------- | -------- | ----- | ----- | ----- | ----- | -------- | ----- | ----- | -------- | ----------- | ----- | ----- | -------- | -------- | ----------- | -------- | ----- | -------- | -------- | ----- | -------- | ----- | -------- | -------- | ------- |
| 2016     | MIA      | 15    | 0     | 0     | 0     | 0        | 0     | 1     | 0        | 1           | .000  | 59    | 14.0     | 9        | 2           | 5        | 1     | 2        | 14       | 0     | 0        | 12    | 11       | 7.07     | 1.00    |
| 2017     | CIN      | 22    | 0     | 0     | 0     | 0        | 0     | 0     | 0        | 1           | ----  | 137   | 32.2     | 33       | 6           | 7        | 0     | 3        | 26       | 0     | 0        | 18    | 18       | 4.96     | 1.22    |
| 2018     | CIN      | 33    | 0     | 0     | 0     | 0        | 2     | 3     | 0        | 3           | .400  | 162   | 37.1     | 39       | 9           | 13       | 6     | 3        | 32       | 1     | 0        | 26    | 24       | 5.79     | 1.39    |
| 2019     | MIA      | 36    | 0     | 0     | 0     | 0        | 1     | 0     | 0        | 6           | 1.000 | 199   | 44.2     | 37       | 7           | 18       | 2     | 7        | 46       | 2     | 0        | 21    | 17       | 3.43     | 1.23    |
| 2020     | BOS      | 21    | 1     | 0     | 0     | 0        | 1     | 0     | 0        | 5           | 1.000 | 87    | 19.2     | 17       | 3           | 13       | 0     | 2        | 25       | 1     | 0        | 13    | 13       | 5.95     | 1.53    |
| 2021     | BOS      | 13    | 0     | 0     | 0     | 0        | 0     | 0     | 0        | 0           | ----  | 64    | 13.2     | 14       | 2           | 7        | 0     | 4        | 12       | 0     | 0        | 10    | 10       | 6.59     | 1.54    |
| MLB：6年 | MLB：6年 | 140   | 1     | 0     | 0     | 0        | 4     | 4     | 0        | 17          | .500  | 708   | 162.0    | 149      | 29          | 63       | 9     | 21       | 155      | 4     | 0        | 100   | 93       | 5.17     | 1.31    |

- 2021年度シーズン終了時

### 年度別守備成績
| 年 度 | 球 団 | 投手（P） | 投手（P） | 投手（P） | 投手（P） | 投手（P） | 投手（P） |
| 年 度 | 球 団 | 試 合     | 刺 殺     | 補 殺     | 失 策     | 併 殺     | 守 備 率  |
| ----- | ----- | --------- | --------- | --------- | --------- | --------- | --------- |
| 2016  | MIA   | 15        | 1         | 0         | 2         | 0         | .333      |
| 2017  | CIN   | 22        | 4         | 1         | 0         | 0         | 1.000     |
| 2018  | CIN   | 33        | 5         | 4         | 0         | 0         | 1.000     |
| 2019  | MIA   | 36        | 2         | 2         | 0         | 0         | 1.000     |
| 2020  | BOS   | 21        | 0         | 2         | 0         | 0         | 1.000     |
| 2021  | BOS   | 13        | 1         | 1         | 0         | 0         | 1.000     |
| MLB   | MLB   | 140       | 13        | 10        | 2         | 0         | .920      |

- 2021年度シーズン終了時

### 背番号
- 65（2016年）
- 40（2017年 - 2018年）
- 37（2019年）
- 31（2020年 - 2021年）
- 70 (2022年6月)
- 72 (2022年8月)